# Sphaeralcea laxa
Sphaeralcea laxa là một loài thực vật có hoa trong họ Cẩm quỳ. Loài này được Wooton & Standl. miêu tả khoa học đầu tiên năm 1909.